# 여울

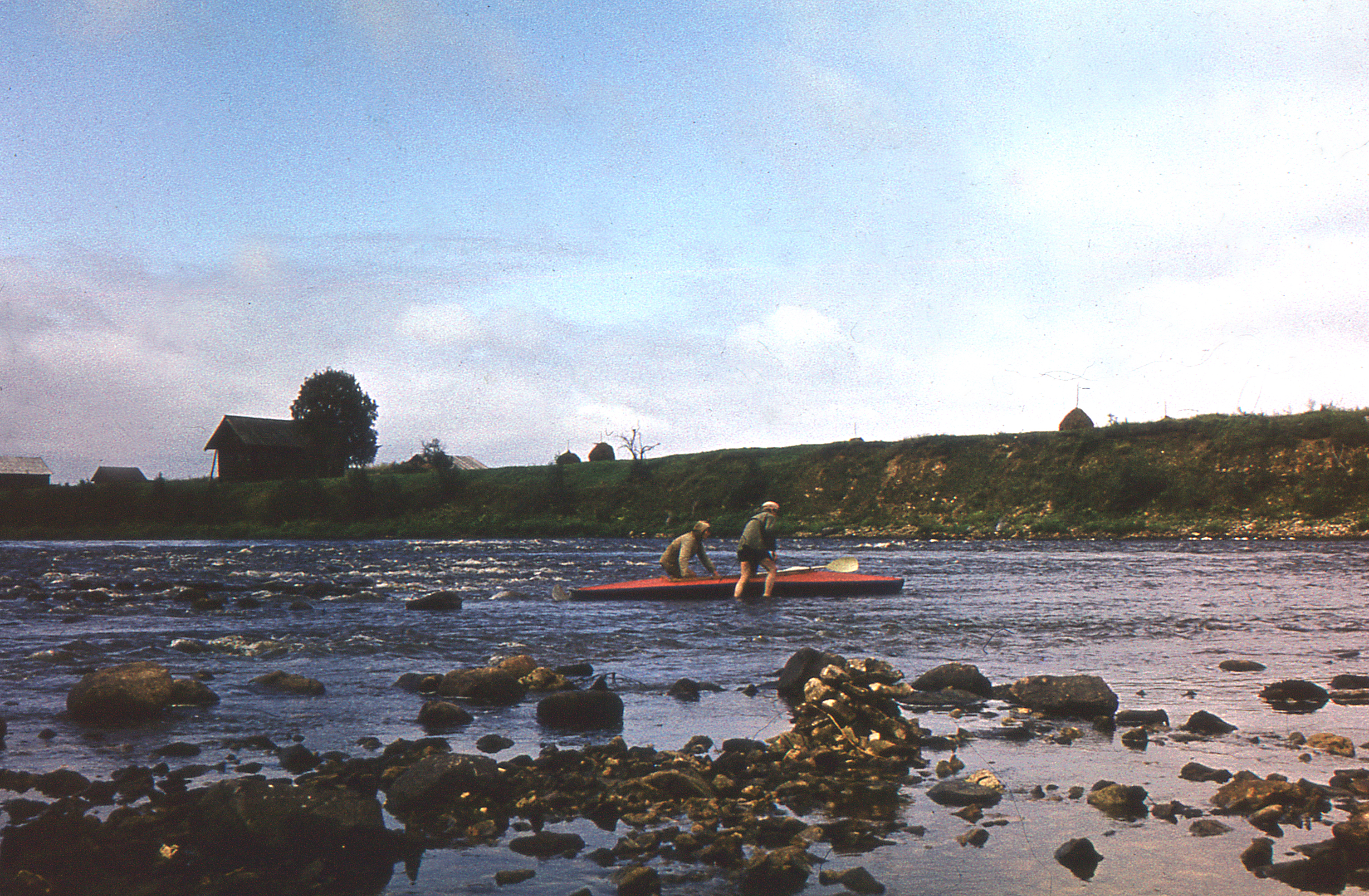
오네가 강의 여울.

여울은 강이나 바다 등에서 깊이가 얕아 물살이 빠르게 흐르는 곳을 말한다. 여울은 햇빛과 산소가 풍부하여 부착조류가 많고, 돌 밑을 들추어 보면 하루살이와 강도래의 애벌레도 발견할 수 있다. 여울은 물살이 빠르게 흐르며 하천의 물을 정화시키는 공간이며 가장 중요한 점은 하천을 건강하게 유지시키는 강물의 허파와 같은 존재, 즉 산소 발생기 역할에 있다.

## 같이 보기
- 징검다리